# Château de Rougon
Château de Rougon je zřícenina hradu nalézající se na skalním ostrohu nad francouzskou obcí Rougon v departementu Alpes-de-Haute-Provence v regionu Provence-Alpes-Côte d'Azur.

## Historie
Kolem roku 1200 postavil Bonifác V. z Castellane na skalnatém výběžku nad obcí nový hrad v podobě trojvěžového hradu (který je vidět na současném znaku obce Rougon). V roce 1390 královna Marie de Blois darovala Rougon v léno Ludvíku de Glandevés, spolumajiteli Châteauneuf-lès-Moustiers, a Rougon zůstal v držení jeho rodu až do 60. let 15. století. Byl to právě Ludvík de Glandevés, kdo postavil nebo alespoň obnovil mohutný hrad, jehož zříceniny dodnes korunují dnešní vesnici Rougon.

## Popis
Není známo, zda byl tento hrad na vrcholu kopce někdy obýván: předpokládá se, že sloužil jako možné útočiště v případě útoku; v každém případě měl bránu a padací most; měl také podzemní chodby, které byly kvůli nebezpečí, jež představovaly, uzavřeny. Současný oblouk, přehozený přes propast, se údajně nachází poblíž předpokládaného místa staré pevnosti.
Z hradu se dochovalo pouze několik částí zpevněných zdí dosahujících výšky asi 3 m a jeden oblouk, druhý oblouk byl nedávno z bezpečnostních důvodů zbourán. Z dochovaných zřícenin je výjimečný výhled na vesnici Rougon a vstup do soutěsky Gorges du Verdon.

## Galerie

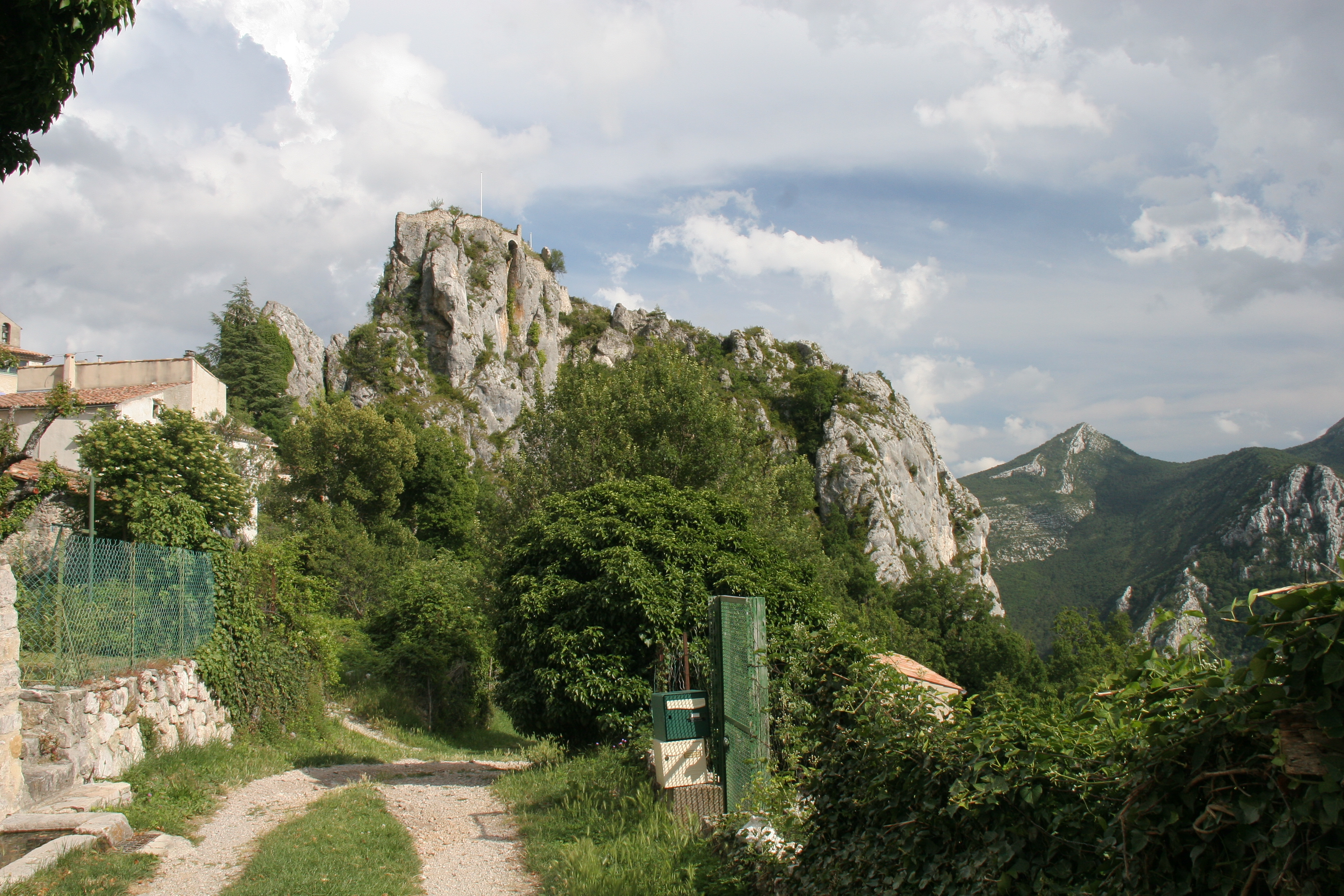
zřícenina hradu Rougon
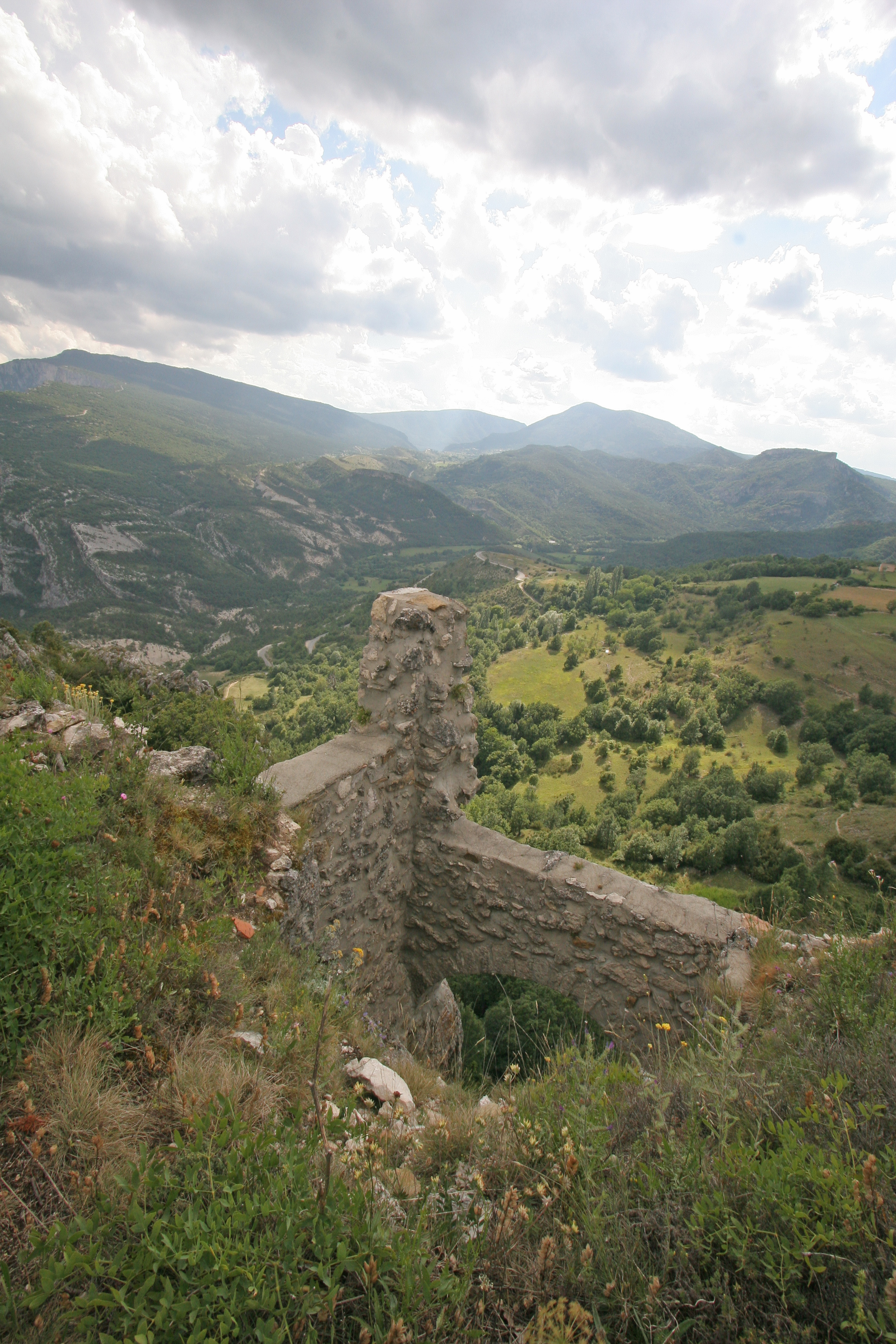
zřícenina hradu Rougon
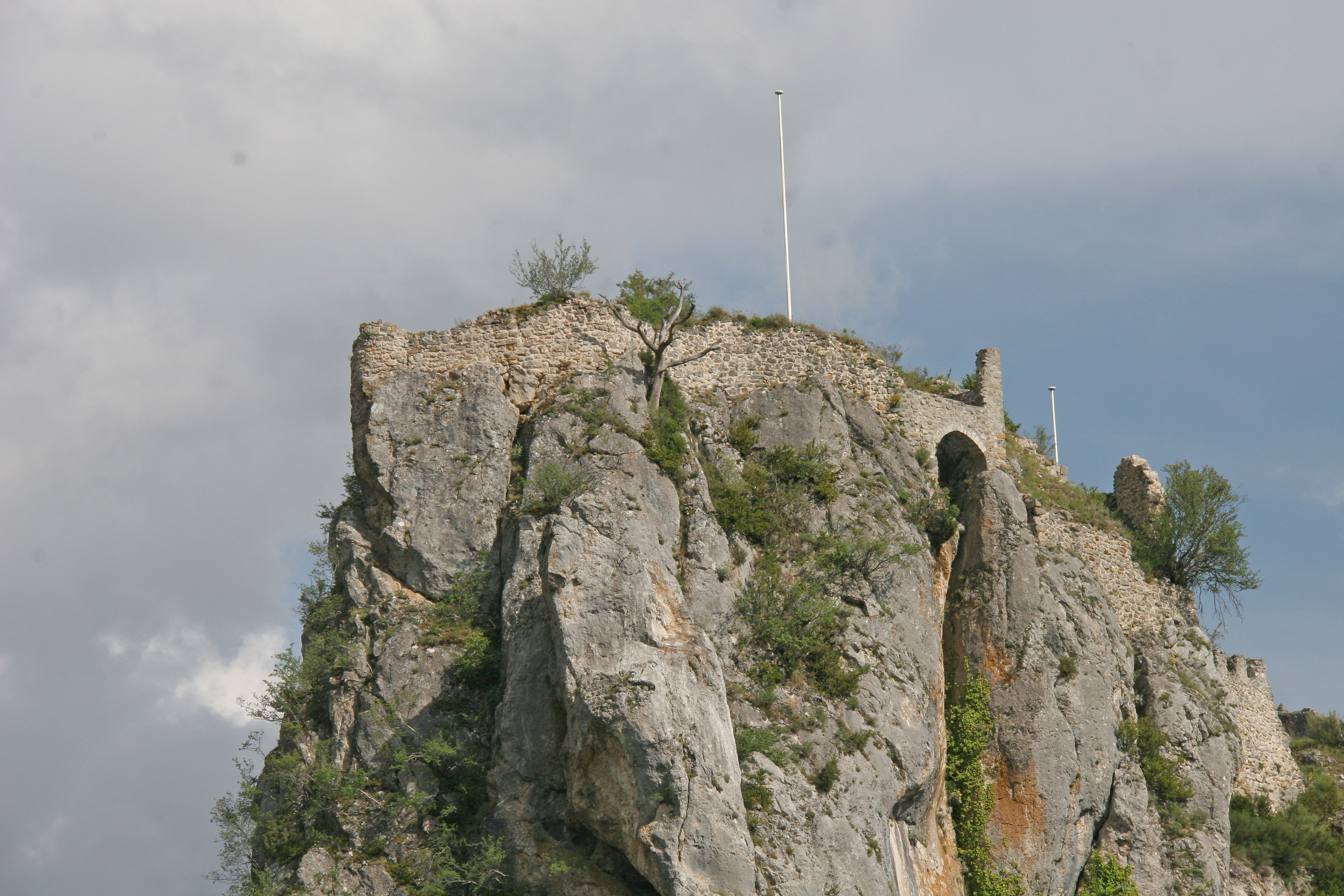
zřícenina hradu Rougon
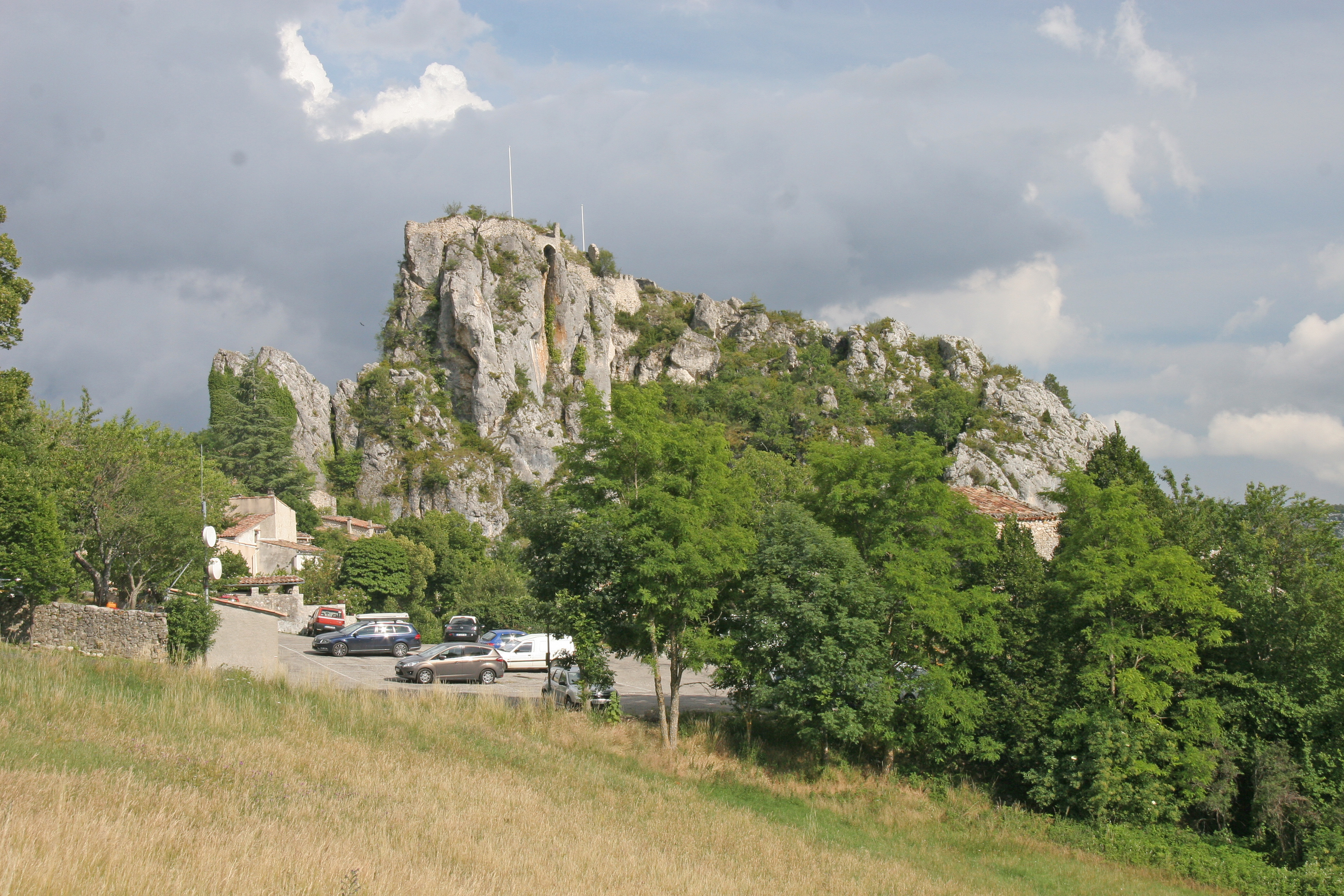
zřícenina hradu Rougon
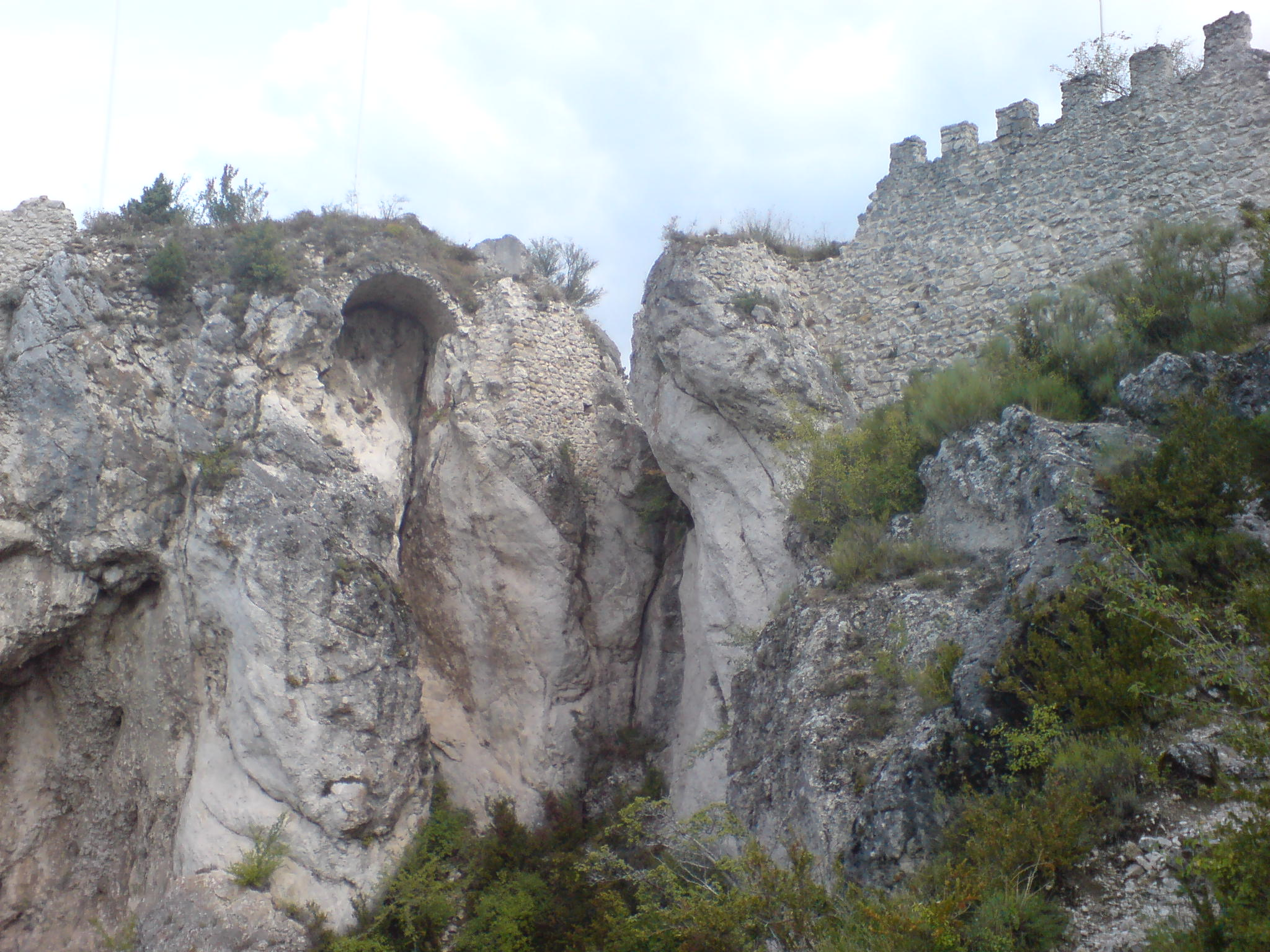
zřícenina hradu Rougon
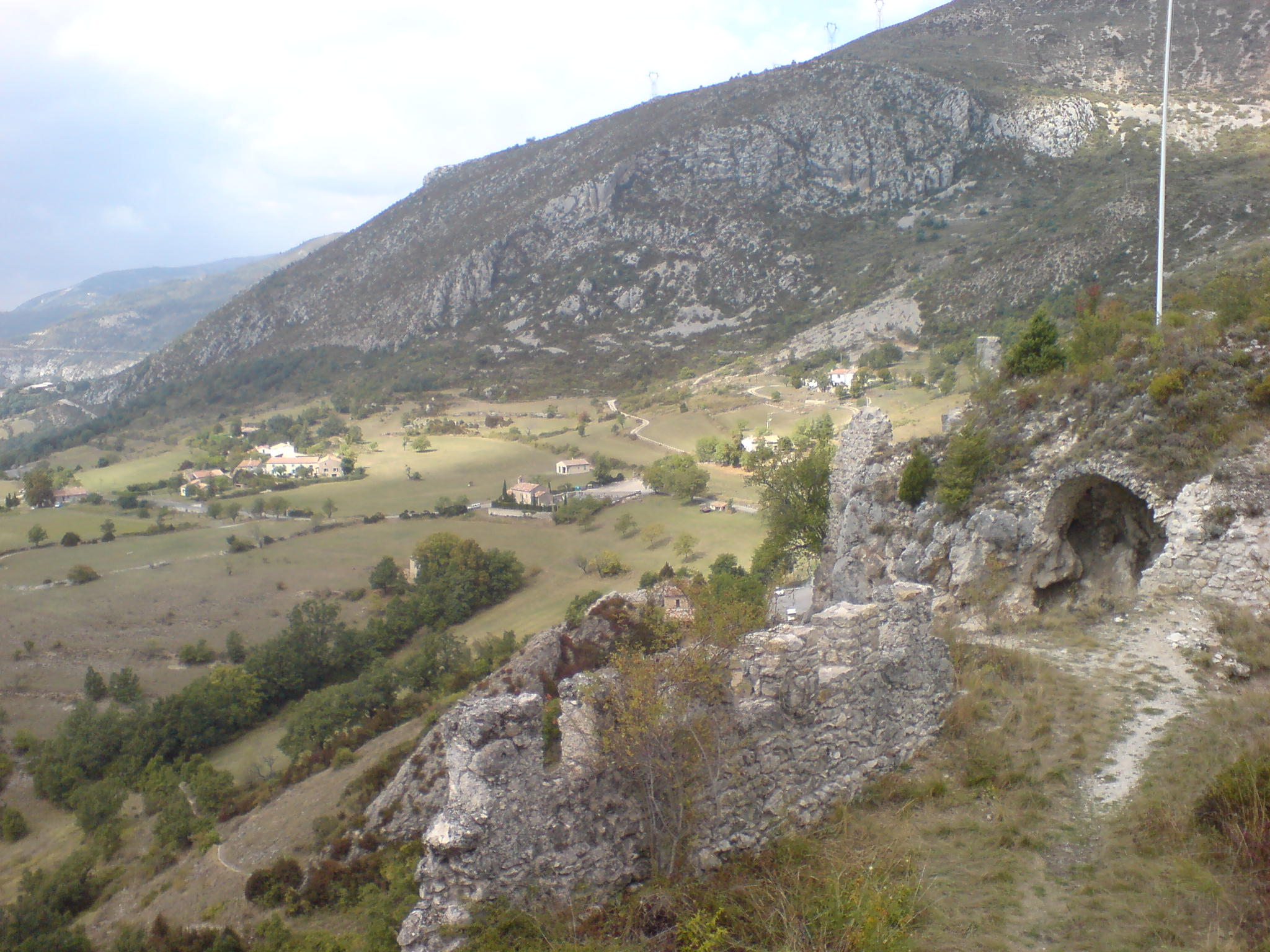
zřícenina hradu Rougon